# 西道
西道（越南语：／），越南后黎朝早期五道之一，顺天元年（1428年）始置，包括三江、沱江、归化、嘉兴、宣光等路、镇。黎圣宗光顺七年（1466年），置十二承宣，分西道为兴化承宣、宣光承宣和山西承宣。

## 建置沿革
黎利推翻了明朝在安南的统治之后，建立后黎朝。顺天元年（1428年）三月，划分全国为五道，各道设置军卫，以总管、宣慰掌管军事，以行遣管理军民簿籍。军卫又称为镇，西道地区有嘉兴、归化、宣光等镇，故设都总管、总管、同知、宣慰大使。西道行遣管辖各路、府、州、县，各设安抚使、镇抚使、知府、知州、转运使、知县等职。
光顺七年（1466年），黎圣宗划分全国为十二承宣，以三江、沱江划归山西承宣，宣光设宣光承宣，归化、嘉兴设兴化承宣，西道被废止。